# Fabi Silvestri Gazzè
Fabi Silvestri Gazzè è stato un supergruppo pop rock italiano formato nel 2013 da Niccolò Fabi, Max Gazzè e Daniele Silvestri.

## Storia del gruppo

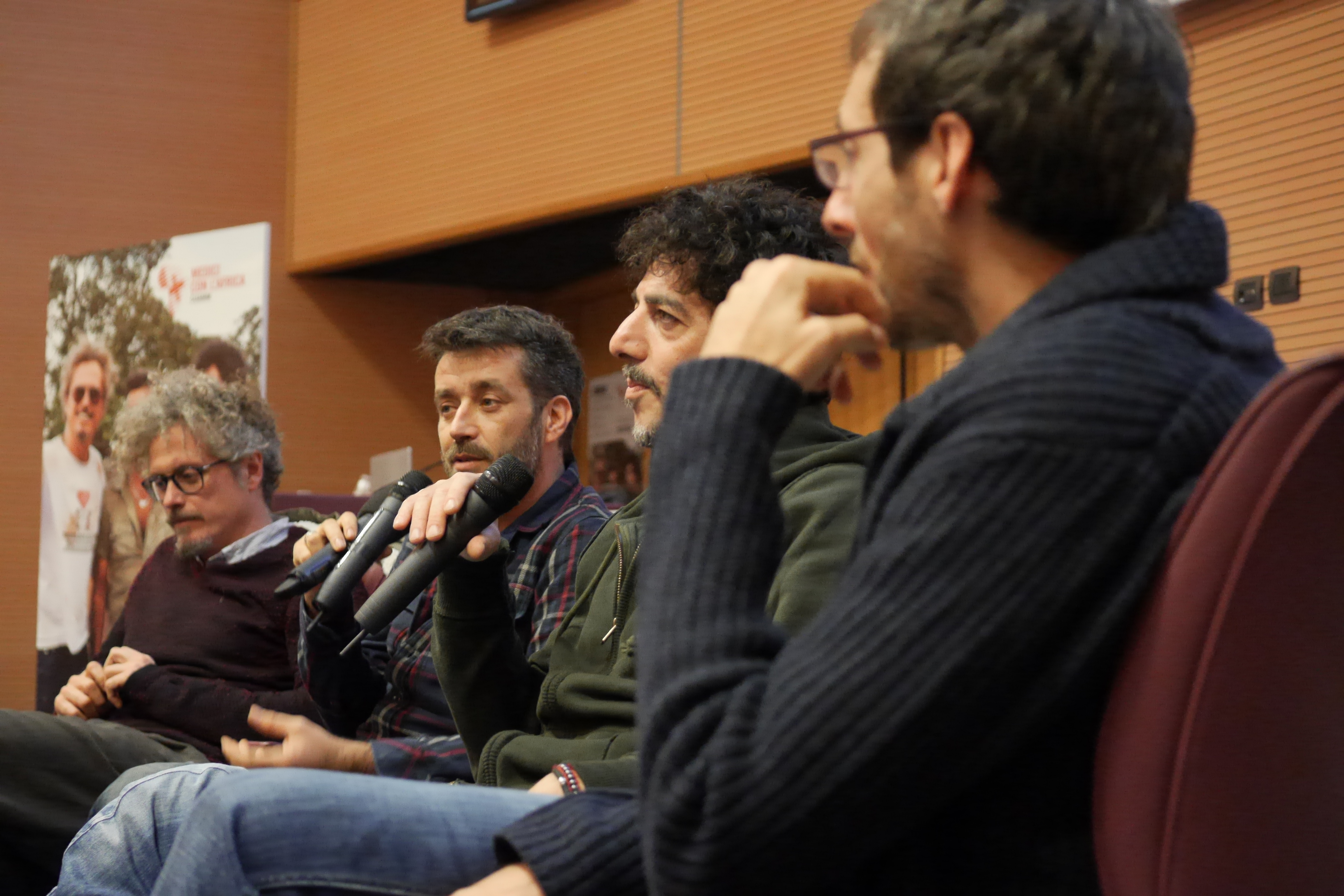
Fabi, Silvestri, Gazzè raccontano il viaggio in Sud Sudan con il Cuamm (2014)

Il progetto nasce da un'idea partorita dopo un viaggio in Sudan del Sud compiuto nell'ottobre 2013 dai tre cantanti romani al seguito di Medici con l'Africa Cuamm. Il primo singolo Life Is Sweet è uscito il 25 aprile 2014, seguito il 22 agosto da L'amore non esiste.
Il loro album di esordio, Il padrone della festa, è uscito il 16 settembre 2014. A esso è seguito un tour in giro per l'Italia dal 26 settembre 2014 al 30 luglio 2015 in cui hanno proposto anche molte canzoni dei loro repertori. Successivamente i tre sono tornati alle loro carriere individuali.
Nel 2024 i tre artisti hanno tenuto un concerto di reunion al fine di celebrare i dieci anni de Il padrone della festa. Il concerto ha avuto luogo il 6 luglio 2024, giorno del compleanno di Gazzè, presso il Circo Massimo di Roma alla presenza di 50.000 spettatori. 

## Formazione
- Niccolò Fabi – voce, chitarra
- Daniele Silvestri – voce, pianoforte, sintetizzatore, chitarra
- Max Gazzè – voce, basso

## Discografia

### Album in studio
- 2014 – Il padrone della festa

### Album dal vivo
- 2015 – Il padrone della festa - Live
- 2025 – Fabi Silvestri Gazzè Live al Circo Massimo

### Singoli
- 2014 – Life Is Sweet
- 2014 – L'amore non esiste
- 2014 – Come mi pare
- 2015 – Canzone di Anna

## Videografia

### Album video
- 2015 – Il padrone della festa - Live

### Video musicali
- 2014 – Life Is Sweet, regia di Nicola Berti
- 2014 – L'amore non esiste, regia di Davide Marengo
- 2014 – Come mi pare, regia di Simone Cecchetti & Giacomo Citro
- 2014 – Alzo le mani, regia di Bruno D'Elia
- 2015 – Canzone di Anna, regia di Giangi Magnoni